# 단다단
《단다단》(일본어: ダンダダン)은 타츠 유키노부가 쓰고 그린 일본 만화다. 2021년 4월 6일부터 슈에이샤의 소년 점프+ 앱과 웹사이트에서 연재되었다.

## 줄거리
아야세 모모는 귀신을 믿지만 외계인은 믿지 않는 여고생이고, 동급생 오카룽은 외계인을 믿지만 귀신은 믿지 않는다. 누가 옳은지 결정하기 위한 내기에서 두 사람은 신비로운 것과 초자연적인 것과 관련된 장소를 별도로 방문하기로 결정한다. 아야세는 전자를 방문하고 오카룽은 후자를 방문한다. 두 사람이 각자의 장소에 도착하면 외계인과 유령이 모두 존재한다는 것이 밝혀진다.

## 등장인물

### 인간
아야세 모모(綾瀬 桃)
성우 - 와카야마 시온
본작의 주인공 중 1명. 이른바 갸루.
우주인의 존재는 믿지 않지만 유령의 존재는 믿고 있다. 영매사의 할머니에게 듣고, 어린 시절 주위에서 그걸로 괴롭힘을 당했기 때문에, 할머니에 대해 솔직한 태도를 취하지 못하고 있지만, 실제로는 할머니를 믿으며, 유령 등도 믿고 있다.
배우 타카쿠라 켄의 굉장한 팬이며, 외모나 성격 등에 타카쿠라 켄의 요소를 가진 남성에게 매료된다. 동성동명으로 어조 등도 비슷한 켄도 의식해 버리고 있어 의도적으로 '오카룽'이라는 별명으로 부르고 있다.
타카쿠라 켄(高倉 健)
성우 - 하나에 나츠키
본작의 주인공 중 1명. 통칭 오카룽. 소위 괴짜.
유령의 존재는 믿지 않지만 우주인의 존재는 믿고 있다. 어린 시절부터 친구가 없고, 우주인이라면 친구가 되어 줄지도 모른다는 생각에서 오컬트에 기울어 가지만, 그에 따라 더욱 외로움을 깊게 해 버렸다.
모모와의 승부 때 터보 할범에게 한 물건을 빼앗긴 것으로 저주받고, 주위에도 저주를 뿌리며 중개되어 버리지만, 모모와의 공투로 터보 할범을 쓰러트린 이후에는 자신의 의지로 터보 할멈의 힘을 이용할 수 있게 된다.
아야세 세이코(綾瀬 星子)
성우 - 미즈키 나나
모모의 할머니.
도도리아 산타라는 이름으로 영매사를 하고 있다. 자칭 영매사이지만 실력은 진짜이며 연예인의 경력 사칭을 밝히거나 켄의 몸에 빙의한 하보 할범의 옷의 옷차림으로 교차할 수 있다. 특히 결계술을 자랑하고 있지만, 토지신의 힘을 빌린 영능력이기 때문에 자신이 사는 마을 밖이나 강력한 지박령의 영역에서는 힘을 발휘할 수 없다는 약점도 있다.
시라토리 아이라(白鳥 愛羅)
성우 - 사쿠라 아야네
자타 모두 인정하는 미소녀이지만, 자신 과잉으로 추억도 심하고, 미소녀인 자신은 선택된 존재이다, 라고 하는 왜곡된 사명감을 가지고 있다.
엔조지 진(円城寺 仁)
성우 - 이시카와 카이토
통칭 지지. 모모의 소꿉친구.

### 괴이
세르포 성인
성우 - 나카이 카즈야
제1화에서 등장. 모모가 처음 만난 우주인. 모델은 프로젝트 세르포에 기술이 보이는 우주인. 종은 수컷밖에 없고, 클론 기술에 의해 개체를 늘리고 있다.
터보 할멈
성우 - 타나카 마유미
제1화에서 등장. 켄이 처음 만난 요괴. 모델은 동명의 도시전설. 100킬로 할멈 등의 이칭도 가지는 '근대 요괴'이며, 매우 강력한 요괴.
플랫우즈의 몬스터
성우 - 오토모 류자부로
제2화에서 등장. 모델은 플랫우즈의 괴물. '3미터의 우주인'으로도 알려져 있다.
터널의 지박령
제3화에서 등장. 무언가 강한 집착을 가지고 그 자리에 계속 있는 영을 총칭하여 지박령이라고 부르며 자신의 영역 안에서는 최강이라고 할 수 있는 힘을 자랑한다.
아크로바틱 찰랑찰랑
성우 - 이노우에 키쿠코
제13화에서 등장. 모델은 동명의 도시전설. 통칭 아쿠사라. 빨간 원피스를 입은 비정상적으로 몸집이 큰 여자의 요괴.
네시
제19화에서 등장. 세르포 성인의 동료인 UMA.
도버 데몬
성우 - 세키 토모카즈
세르포 성인에게 고용된 우주인. 변신하면 펀치력이 20배가 된다.
타로(太郎)
성우 - 스기타 토모카즈
달리는 인체 모형. 제28화에서 등장.
하나(花)
성우 - 히라노 후미
제30화에서 등장. 타로와 상사상애의 여성 인체 모형.

## 서지 정보
- 타츠 유키노부 《단다단》 슈에이샤 〈점프 코믹스〉
  1. 2021년 8월 4일 발매[1][2], ISBN 978-4-08-882599-1
  2. 2021년 10월 4일 발매[3][4], ISBN 978-4-08-882804-6
  3. 2021년 12월 3일 발매[5][6], ISBN 978-4-08-882854-1
  4. 2022년 3월 4일 발매[7], ISBN 978-4-08-883046-9
  5. 2022년 5월 2일 발매[8], ISBN 978-4-08-883103-9
  6. 2022년 8월 4일 발매[9], ISBN 978-4-08-883208-1
  7. 2022년 10월 4일 발매[10], ISBN 978-4-08-883270-8
  8. 2023년 1월 4일 발매[11], ISBN 978-4-08-883370-5
  9. 2023년 3월 3일 발매[12], ISBN 978-4-08-883414-6
  10. 2023년 5월 2일 발매[13], ISBN 978-4-08-883503-7
  11. 2023년 8월 4일 발매[14], ISBN 978-4-08-883599-0
  12. 2023년 12월 4일 발매[15], ISBN 978-4-08-883726-0
  13. 2024년 1월 4일 발매[16], ISBN 978-4-08-883841-0
  14. 2024년 4월 4일 발매[17], ISBN 978-4-08-883897-7
  15. 2024년 7월 4일 발매[18], ISBN 978-4-08-884054-3
  16. 2024년 10월 4일 발매[19], ISBN 978-4-08-884227-1

## TV 애니메이션
2023년 11월 28일, TV 애니메이션화가 발표되었다. 2024년 10월부터 12월까지 마이니치 방송·TBS 계열 '슈퍼 아니메이즘 TURBO' 시간대 등에서 방송되었다. 제2기는 2025년 7월부터 방송 중이다.

### 스태프
|                     | 제1기 | 제2기 |
| ------------------- | --- | --- |
| 원작                | 타츠 유키노부                                                                                                 | 타츠 유키노부                                                                                                 |
| 감독                | 야마시로 후가                                                                                                 | 야마시로 후가                                                                                                 |
| 감독                | 빈칸 | Abel Gongora                                                                                                  |
| 부감독              | 모코짱 | 빈칸 |
| 시리즈 구성·각본    | 세코 히로시                                                                                                   | 세코 히로시                                                                                                   |
| 캐릭터 디자인       | 온다 나오유키                                                                                                 | 온다 나오유키                                                                                                 |
| 우주인·요괴 디자인  | 카메다 요시미치                                                                                               | 카메다 요시미치                                                                                               |
| 프롭 디자인         | 타마키 토모코                                                                                                 | 타마키 토모코                                                                                                 |
| 프롭 디자인         | 빈칸 | 羅雄韜 |
| 색채 설계           | 하시모토 사토시, 콘도 마키호                                                                                  | 하시모토 사토시, 콘도 마키호                                                                                  |
| 미술 감독           | 히가시 준이치                                                                                                 | 히가시 준이치                                                                                                 |
| 미술 설정           | 타무라 세이키                                                                                                 | 빈칸 |
| 촬영 감독           | 이즈미타 카즈토                                                                                               | 이즈미타 카즈토                                                                                               |
| 편집                | 히로세 키요시                                                                                                 | 히로세 키요시                                                                                                 |
| 음향 감독           | 키무라 에리코                                                                                                 | 키무라 에리코                                                                                                 |
| 음향 효과           | 이즈미타 카즈토                                                                                               | 이즈미타 카즈토                                                                                               |
| 음악                | 우시오 켄스케                                                                                                 | 우시오 켄스케                                                                                                 |
| 치프 프로듀서       | 마에다 토시히로, 하야시 타츠로, 사가 하야토                                                                   | 마에다 토시히로, 하야시 타츠로, 사가 하야토                                                                   |
| 치프 프로듀서       | 빈칸 | 후지타 마사키                                                                                                 |
| 프로듀서            | 카메이 히로시, 아오이 히로유키, 사키타 코헤이 마카베 요시코, 사이토 소이치로, 이시카와 타츠야 야마모리 타카코 | 카메이 히로시, 아오이 히로유키, 사키타 코헤이 마카베 요시코, 사이토 소이치로, 이시카와 타츠야 야마모리 타카코 |
| 프로듀서            | 무토 히로시                                                                                                   | 스즈키 사토시                                                                                                 |
| 애니메이션 프로듀서 | 반쇼 아야코                                                                                                   | 반쇼 아야코                                                                                                   |
| 애니메이션 프로듀서 | 하시모토 히로아키                                                                                             | 빈칸 |
| 애니메이션 제작     | 사이언스 SARU                                                                                                 | 사이언스 SARU                                                                                                 |
| 제작                | 단다단 제작위원회                                                                                             | 단다단 제작위원회                                                                                             |

### 주제가
OTONOKE(オトノケ)
Creepy Nuts에 의한 오프닝 테마. 작사는 R-시테이, 작곡은 DJ마츠나가.
TAIDADA
계속 한밤중이면 좋을 텐데.에 의한 엔딩 테마. 작사·작곡은 ACAね, 편곡은 니루 카지츠, 100번 구토, ZTMY.
혁명도중(革命道中)
아이나 디 엔드에 의한 제2기 오프닝 테마. 작사·작곡은 아이나 디 엔드, Shin Sakiura, 편곡은 Shin Sakiura.
뭔가 이상해(どうかしてる)
WurtS에 의한 제2기 엔딩 테마. 작사·작곡은 WurtS, 편곡은 WurtS, Singo Kubota (Jazzin'park).
この星のために
제10화 십입곡. 작사는 쿠로다 히데키, 작곡은 콘도 타츠오, 편곡은 Kazami.
Hunting Soul
제18화 삽입곡. 작사·작곡·편곡은 나가이 세이이치, 프로듀스는 우시오 켄스케, 연주는 타니야마 키쇼(보컬), 마티 프리드먼(기타), Chargeeeeee...(드럼), 와카자에몬(베이스).

### 에피소드 목록
| 화수   | 제목                                                                     | 그림 콘티         | 연출              | 작화 감독 | 총작화 감독   | 방송일          |
| 제1기  | 제1기                                                                    | 제1기             | 제1기             | 제1기 | 제1기         | 제1기           |
| ------ | ------------------------------------------------------------------------ | ----------------- | ----------------- | --- | ------------- | --------------- |
| 제1화  | それって恋のはじまりじゃんよ 그게 바로 사랑의 시작이잖아                 | 야마시로 후가     | 야마시로 후가     | 오오타 코토미 이시야마 마사노부 이소코 시노부 나가하마 유사쿠 모토하시 마리 甘浩天 이지용 마에바 켄지 Nick McKergow                   | 온다 나오유키 | 2024년 10월 4일 |
| 제2화  | それって宇宙人じゃね 그게 바로 외계인이잖아                              | 야마시로 후가     | 모리야마 루시오   | 오오타 코토미 이소코 시노부 우시마루 케이카 Nick McKergow 칸바야시 소타                                                               | 온다 나오유키 | 10월 11일       |
| 제3화  | ババアとババアが激突じゃんか 할망구와 할망구의 격돌이잖아                | 요네모리 다이키   | 요네모리 다이키   | 차명준 구자천 葛歓 馮亦範 方満 陳晟 王晨陽 姜姜 요시카와 미유 사이토 하루키 何烨 하네다 코지                                          | -             | 10월 18일       |
| 제4화  | ターボババアをぶっ飛ばそう 터보 할멈을 박살 내자                         | 모코짱            | 모코짱            | 노다 토모미 시모죠 유미 양 창 湯団 灰色菓兒 粉糸 阿鬼 葛歡 馮亦範                                                                     | -             | 10월 25일       |
| 제5화  | タマはどこじゃんよ 고환은 어디 간 건데?AP                                | 니시야마 히로미   | 니시야마 히로미   | 야마모토 마유코 우시마루 케이카 Nick McKergow 츠카모토 아카네 王晨陽 하네다 코지                                                      | 온다 나오유키 | 11월 1일        |
| 제6화  | やべー女がきた 위험한 여자가 왔다                                        | 후쿠이 노조미     | 후쿠이 노조미     | 참여준 葛歡 馮亦範 王潤雨 樋渡亜湖 요시카와 미유 사이토 하루키 何烨 黄斯琴 张坤昊 陳亮 千影                                           | 하네다 코지   | 11월 8일        |
| 제7화  | 優しい世界へ 다정한 세상으로                                             | 에노모토 슈토     | 마츠나가 코타로   | 에노모토 슈토 | -             | 11월 15일       |
| 제8화  | なんかモヤモヤするんじゃよ 영 찜찜하단 말이야                            | 니시키오리 히로시 | 니시키오리 히로시 | 우시마루 케이카 노다 토모미 葛歡 王潤雨                                                                                               | 하네다 코지   | 11월 22일       |
| 제9화  | 合体! セルポドーバーデーモンネッシー! 합체! 세르포 도버 데몬 네시!       | 마에바 켄지       | 마에바 켄지       | 마에바 켄지 요시야마 유우 甘浩天 神林荘汰 李志龍 Nick McKergow 차명준 湯団 粉糸 灰色菓兒 銀茄子 李仰灏桐 阿鬼 正瓜 暗編先             | -             | 11월 29일       |
| 제10화 | キャトルミューティレーションを君は見たか 너는 캐틀 뮤틸레이션을 보았는가 | 허종              | 야마다 카요나카   | 후지마키 켄 이마오카 히로시 | -             | 12월 6일        |
| 제11화 | 初恋の人 첫사랑 그 사람                                                  | 사사키 신사쿠     | 렌타니 토오루     | 葛歡 馮亦範 王潤雨 周玄 方滿 五角 湯団 灰色菓兒 粉糸 阿鬼 GN 王渝 叶昌 欧文莹侠                                                       | 하네다 코지   | 12월 13일       |
| 제12화 | 呪いの家へレッツゴー 저주받은 집으로 렛츠 고                             | 니시야마 히로미   | 와카노 테츠야     | 시모죠 유미 노다 토모미 우시마루 케이카 야부타 유키 이마오카 히로시 馮亦範 葛歡 槃藍莓                                                | 하네다 코지   | 12월 20일       |
| 제2기  |                                                                          |                   |                   | |               |                 |
| 제13화 | 大蛇伝説ってこれじゃんよ 이무기 전설이라는 거 이거잖아                   | 허종              | 야마다 카요나카   | 노다 토모미 호리에 유미 니시가키 쇼코 许堂 富春 차명준 구자천 暗編先 葉昌 馮亦範 퇀탕 李仰灏桐 k621 銀茄子                            | -             | 2025년 7월 4일  |
| 제14화 | 邪視 사안                                                                | 카와나미 에이사쿠 | 모리 요시히코     | 우시마루 케이카 야부타 유키 李志龍 사쿠라모토 시호 이마오카 다이 이시모리 겐타 暗編先 謝小龙 叶昌 馮亦範                              | -             | 7월 11일        |
| 제15화 | ゆるさねえぜ 용서 못 해                                                  | 와카노 테츠야     | 와카노 테츠야     | 코바야시 유미 호리에 유미 요시야마 유우 오구라 노리코 노다 토모미 우시마루 케이카 김채은 차명준 謝小龙 暗編先 葉昌 馮亦範             | -             | 7월 18일        |
| 제16화 | やば過ぎじゃんよ 완전 장난 아니잖아                                      | 타나카 히로노리   | 타나카 히로노리   | mosh | -             | 7월 25일        |
| 제17화 | みんなでお泊まりじゃんよ 다 같이 자러 와                                 | 키무라 타쿠       | 츠네오카 슈고     | 야부타 유키 호리에 유미 우시마루 케이카 김경은 叶昌 김채은 馮亦範 富春 许童 毛缟斑 王渝 陳丹 葉昌                                     | 노다 토모미   | 8월 1일         |
| 제18화 | 家族になりました 가족이 되었습니다                                       | 야마다 카요나카   | 야마다 카요나카   | 야부타 유키 이마오카 다이 사쿠라모토 시호 코바야시 유미 김경은 나가토메 아이 김채은 노다 토모미 차명준 구자천 暗編先 葉昌 陳丹 馮亦範 | -             | 8월 8일         |
| 제19화 | なんかモヤモヤするじゃんよ 잠깐 뭔가 엄청 찝찝하잖아                     | 니시야마 히로미   | 니시야마 히로미   | 이데우에 요시히데 코바야시 유미 노다 토모미 코마츠 마리코 暗編先 葉昌 陳丹                                                            | -             | 8월 15일        |

| 마이니치 방송 제작·TBS 계열 슈퍼 아니메이즘 TURBO | 마이니치 방송 제작·TBS 계열 슈퍼 아니메이즘 TURBO | 마이니치 방송 제작·TBS 계열 슈퍼 아니메이즘 TURBO |
| 이전 작품                                         | 작품명                                            | 다음 작품                                         |
| ------------------------------------------------- | ------------------------------------------------- | ------------------------------------------------- |
| 여신의 카페테라스(제2기)                          | 단다단(제1기)                                     | 악역영애 전생 아저씨                              |
| WIND BREAKER(제2기)                               | 단다단(제2기)                                     | 영구한 해 질 녘                                   |